# Kiss and Make Up
«Kiss and Make Up» (с англ. — «Поцелуемся и помиримся») — совместный сингл британской певицы Дуа Липы и южнокорейской гёрл-группы Blackpink. Выпущен в 2018 году. Является частью расширенного издания дебютного студийного альбома Дуа Липы Dua Lipa: Complete Edition. Ремикс на неё в жанре поп-фанк появился на совместном альбоме Дуа Липы и американского диджея The Blessed Madonna под названием Club Future Nostalgia и содержит элементы инструментальной композиции «Rise» американского трубача и композитора Герба Алперта.
Авторами песни являются Дуа Липа, Челси Граймс, члены коллектива Banx & Ranx, Захарий Реймонд, Мэтью Лепин, Марк Винсент и песенник Blackpink Тедди Пак. Продюсированием занимался также коллектив Banx & Ranx. Песня была выпущена на лейбле Warner Records в качестве второго промосингла альбома Дуа Липы 19 октября 2018 года. Она была записана в жанрах электропоп и реггетон с элементами тропической латинской музыки и EDM.
Песня обрела коммерческий успех, попав в чарты 19 стран мира, достигнув первой строчки в Малайзии и Сингапуре. Сингл получил платиновую сертификацию в Австралии, золотую в Италии и Португалии и серебряную в Великобритании. По состоянию на июль 2021 года аудиодорожка на YouTube (клип на песню не снимался), имеет более 251 миллиона прослушиваний. Песня исполнялась Blackpink в ходе концертного тура In Your Area. В 2019 году сингл выиграл премию бразильского шоу BreakTudo Awards в номинации «Коллаборация года».

## Запись
Текст песни «Kiss and Make Up» был написан за полтора года до релиза дебютного студийного альбома Дуа Липы. Его авторами являются сама певица, Челси Граймс, члены коллектива Banx & Ranx (KNY Factory и Soké), Захарий Реймонд, Мэтью Лепин и Марк Винсент. Продюсированием занимался также коллектив Banx & Ranx. Изначально песня создавалась для сольного исполнения певицей. Однако позже Дуа Липа пожелала, чтобы сингл был исполнен совместно с другим исполнителем, поэтому исключила его из списка треков первого издания своего дебютного альбома. Граймс, которой принадлежали права на композицию, предложила выкупить её ряду других исполнителей, включая Деми Ловато, Бритни Спирс и Майли Сайрус, однако все они отказались, считая её текст «сыроватым».
6 мая 2018 года Дуа Липа проводила сольный концерт в Сеуле. На нём присутствовали две участницы Blackpink — Дженни и Лиса. Вторая после концерта вспоминала о том, что «это было по-настоящему взрывное шоу». Именно тогда британская певица решила, что «Kiss and Make Up» будет отлично звучать в совместном исполнении именно с этой группой. После этого Дуа Липа отправила на лейбл YG Entertainment просьбу о сотрудничестве и получила согласие. В студии текст «Kiss and Make Up» был переведён на корейский язык. Аранжировка песни была записана в Rollover Studio, а вокальные партии — в TaP Studio; обе они находятся в Лондоне. Сведением работы занимался Джейми Снелл на студии The Hamilton, которая расположена в районе Чеам в лондонском боро Саттон. Мастеринг же композиции провёл Крис Герингер в расположенной в Нью-Йорке студии Sterling Sound.
После выпуска своей второй пластинки Future Nostalgia в 2020 году, Дуа Липа решила записать микстейп с ремиксами песен с неё. Для этого она начала сотрудничество с диджеем The Blessed Madonna, в коллаборации с которой в том же году был представлен ремиксовый альбом под названием Club Future Nostalgia. Помимо треков со второго альбома, Дуа Липа желала включить в сборник ремикс на какую-либо из песен со своего предыдущего релиза. В то же время The Blessed Madonna желала познакомить молодое поколение, что слушает Дуа Липу, с музыкой американского трубача XX века Герба Алперта. Тогда, с согласия певицы, она взяла вокальную партию из «Kiss and Make Up», совместив его с инструментальным сопровождением Алперта из песни «Rise» 1979 года. По мнению диджея, вокал девушек «отлично наложился на композицию Герба и идеально совместился с ней». Авторы оригинальной композиции охарактеризованы как соавторы песни в буклете физической версией ремиксового альбома.

## Тематика песни и исполнение
Текст песни повествует о сложных отношениях и о том, что путь решения возникающих между влюблёнными конфликтов состоит в физической привязанности, а не в использовании слов.
Песня начинается с вокала Дуа Липы, которая поёт первый куплет и припев, после во втором куплете Дженни читает рэп, а второй припев исполняет уже Розэ. В песне присутствуют слова как на корейском, так и на английском языках.

## Жанр

### Оригинал
Оригинальная композиция «Kiss and Make Up» представляет собой ритмичный танцевальный трек в жанрах электропоп и реггетон с элементами классического EDM и тропической латинской музыки. Её музыкальный размер составляет 4/4, а тональность — ми-бемоль мажор. Диапазон вокальной партии — соль — до2 Песня исполняется в темпе 100 ударов в минуту и основана на аккордовой последовательности Cm-A♭-E♭-B♭/Gm. Она длится 3 минуты и 9 секунд. В композиции присутствуют басовые синтезаторы, перкуссия и шумный брейкбит.

### Ремикс
Ремикс трека — это поп-фанк трек с элементами урбана, из которого пошла культура ремиксов. Он использует перегруженный бас из композиции «Rise» трубача Герба Алперта. Майкл Вуд из «Лос-Анджелес Таймс» в своей рецензии на альбом Club Future Nostalgia отметил, что эта песня похожа на трек Мадонны «Express Yourself» 1989 года.

## Релиз
Впервые название «Kiss and Make Up» можно было увидеть в видеоклипе на песню Дуа Липы «Blow Your Mind (Mwah)». Транспарант с ним держит один из друзей певицы на параде. О приближающемся релизе же она объявила 4 сентября 2018 года. Песня была выпущена в 19 октября того же года в цифровом и стриминговом формате в качестве второго промо-сингла с переиздания дебютного альбома, которое получило название Dua Lipa: Complete Edition. Переиздание состоит из двух дисков, данный сингл был выпущен как третий трек на второй пластинке, являясь 20 треком по счёту в целом. Песня была включена в сет-лист концертного тура Blackpink In Your Area, исполняясь 11 по счёту. Партию Дуа Липы на большей части концертов тура пели Лиса и Розэ. Во время выступления в Пруденшал-центре британская певица впервые исполнила песню на концерте.
Ремикс-версия была включена под номером 15 в ремиксовый альбом Дуа Липы, вышедший 28 августа 2020 года. В день релиза была выпущена анимированная визуализация, в которой грибоподобный человек танцует на стуле.

## Критика
Бенджамин Джефф из журнала Billboard написал, что «Kiss and Make Up» представляет собой превосходно записанный электропоп-трек. Он считает, что успех песни даже без видеоклипа был вполне ожидаем, поскольку в ней есть всё, что нужно для хита: известные исполнители, выверенный звук и правильный стиль исполнения и записи. При этом автор напомнил, что ранее были и неудачные, по его мнению, коллаборации западных исполнителей со звёздами k-pop, но именно «Kiss and Make Up» стала той важной песней, которая определённо должна открыть дорогу новым сотрудничествам. Автор веб-сайта о поп-культуре Uproxx Хлоя Джилк назвала сам альбом Дуа Липы «превосходным», а песню «Kiss and Make Up» — «гимном поп-совершенству». По мнению Эмилин Тревис из журнала Paper, «Kiss and Make Up» — это «электропоп-мечта» насыщенный танцевальный сингл. По мнению рецензента, песня вызывает привыкание благодаря тому, что содержит ритмичный припев, шумный брейкбит и сильный вокал.
Дейли Риан из NME поставила песню на 8 место в своём топе из 15 лучших песен BLACKPINK. Она назвала этот трек первой важной коллаборацией группы. По её мнению, песня начинается как типичная композиция Дуа Липы пока не появляется Дженни со своим рэпом. По её мнению, «микс Востока и Запада» в «Kiss and Make Up» делает песню гораздо лучше типичной работы каждого из исполнителей по отдельности, при этом, благодаря плавному переходу между голосами, песня очень быстро оседает в голове. Автор женского журнала O, The Oprah Magazine Моника Чон также разместила «Kiss and Make Up» в своём топе из 10 лучших песен Blackpink. Она назвала её первым важным международным сотрудничеством группы, в котором отлично сочетаются корейская и английская вокальные партии, а их общая синергия показывает, что языковой барьер не должен являться препятствием для наслаждения поп-музыкой.
Робин Моват в статье для гонконгского онлайн-журнала Hypebae поставил «Kiss and Make Up» на первое место в своём списке из 6 лучших коллабораций западных и корейских артистов 2018 года, написав, что эта песня стала доказательством того, что «Дуа Липа может творить волшебство в студии». Он также отметил, что Blackpink придали композиции ноты лёгкости и одновременно насыщенности. По его мнению песня была обречена стать хитом и определённо не забудется после выхода. Э. Чха с портала Soompi охарактеризовала песню как «поп-конфетку», в которой безупречно сочетаются английский и корейский языки.

## Коммерческий успех
«Kiss and Make Up» дебютировала под номером 36 в UK Singles Chart, сделав BLACKPINK первой K-pop гёрл-группой достигшей топ-40 в главном чарте Великобритании. Песня продержалась в чарте 12 недель. Песня получила серебряную сертификацию от Британской ассоциации производителей фонограмм; это означает, что сингл был продан в количестве не менее 200 тысяч копий. В Австралии в 2019 году ему была присвоена золотая сертификация, означающая, что было продано не менее 70 тысяч единиц. «Kiss and Make Up» также дебютировала под номером 93 в американском Billboard Hot 100. Продажи за первую неделю составили 11 тысяч копий. Она стала второй в истории песней BLACKPINK в чарте и седьмой песней Дуа Липы.
Помимо этого песня заняла места в других чартах по всему миру, а также была сертифицирована золотом в Италии и Португалии.

## Чарты
| Чарты (2018—2019)                                    | Высшая позиция |
| ---------------------------------------------------- | -------------- |
| США (Billboard Hot 100)                              | 93             |
| СНГ (TopHit)                                         | 25             |
| Россия (TopHit)                                      | 26             |
| Украина (TopHit)                                     | 90             |
| Австралия (ARIA)                                     | 33             |
| Австрия (Ö3 Austria Top 40)                          | 34             |
| Бельгия/Фландрия (Ultratip Bubbling Under)           | 4              |
| Бельгия/Валлония (Ultratip Bubbling Under)           | 16             |
| Великобритания (OCC UK Singles)                      | 36             |
| Великобритания UK Download (Official Charts Company) | 32             |
| Венгрия (Single Top 40)                              | 26             |
| Венгрия (Stream Top 40)                              | 9              |
| Германия (GfK)                                       | 48             |
| Греция (IFPI)                                        | 6              |
| Греция Greece Digital Songs (Billboard)              | 50             |
| Испания (PROMUSICAE)                                 | 68             |
| Испания Airplay (PROMUSICAE)                         | 5              |
| Италия (FIMI)                                        | 91             |
| Ирландия (IRMA)                                      | 15             |
| Канада (Billboard Canadian Hot 100)                  | 44             |
| Малайзия (RIM)                                       | 1              |
| Нидерланды (Single Top 100)                          | 48             |
| Новая Зеландия (Recorded Music NZ)                   | 32             |
| Польша (Polish Airplay Top 100)                      | 10             |
| Португалия (AFP)                                     | 29             |
| Румыния (Airplay 100)                                | 22             |
| Сингапур (RIAS)                                      | 1              |
| Республика Корея (Gaon)                              | 75             |
| Словакия (Rádio — Top 100)                           | 33             |
| Словакия (Singles Digitál Top 100)                   | 20             |
| Финляндия (Suomen virallinen lista)                  | 15             |
| Финляндия (Billboard)                                | 1              |
| Франция (SNEP)                                       | 65             |
| Хорватия (HRT)                                       | 90             |
| Чехия (Singles Digitál Top 100)                      | 27             |
| Швейцария (Schweizer Hitparade)                      | 45             |
| Швеция (Sverigetopplistan)                           | 32             |
| Шотландия (OCC Scotland)                             | 30             |
| Шри-Ланка (Yes FM)                                   | 4              |
| Эстония (IFPI)                                       | 15             |
| Япония (Billboard Japan Hot 100)                     | 90             |

## Сертификации
| Регион | Сертификация | Продажи |
| --- | ------------ | ------- |
| Австралия (ARIA) | Платиновый   | 70 000  |
| Великобритания (BPI) | Серебряный   | 200 000 |
| Италия (FIMI) | Золотой      | 25 000  |
| Португалия (AFP) | Платиновый   | 10 000  |
| ^ Данные о тиражах приведены только на основе сертификации. · Данные о продажах + прослушиваниях приведены только на основе сертификации. |              |         |

## Награды и номинации
| Год  | Премия           | Номинация           | Результат | Ссылка |
| ---- | ---------------- | ------------------- | --------- | ------ |
| 2019 | BreakTudo Awards | «Коллаборация Года» | Победа    | [ 81 ] |